# Partido de la Sierra en Tobalina
Partido de la Sierra en Tobalina és un municipi de la província de Burgos a la comunitat autònoma de Castella i Lleó. Forma part de la comarca de Las Merindades. Inclou les entitats locals menors de:
- Cubilla.
- Ranera.
- Valderrama.

## Demografia
| 1991 |  | 1996 |  | 2001 |  | 2004 |
| ---- |  | ---- |  | ---- |  | ---- |
| 77   |  | 90   |  | 76   |  | 68   |